# Bezirk Atalaya
Atalaya ist ein Bezirk (distrito) der Provinz Veraguas in Panama. Die Einwohnerzahl betrug laut Volkszählung 2023 17.507.

## Gliederung
Der Bezirk Atalaya ist administrativ in folgende Corregimientos unterteilt:
- Atalaya
- El Barrito
- La Montañuela
- San Antonio
- La Carrillo

## Geschichte
Die Stadt Atalaya wurde zwischen 1614 und 1620 von Bruder Gaspar Rodríguez y Balderas gegründet, aber erst am 22. September 1855 zum Bezirk erhoben. Im Jahr 1892 wurde es jedoch als Bezirk abgeschafft und als Teil des Bezirks Santiago angegliedert.
Erst 1936 wurde Atalaya durch Gesetz 40 vom 30. Dezember als Bezirk wiederhergestellt. Am 3. April 1937 fand eine Einweihungszeremonie für den Bezirk statt, bei der Präsident Juan Demóstenes Arosemena Barreati anwesend war. Dieses Datum gilt als aktuelle Gründung des Bezirks Atalaya.